# John of Gaddesden
John of Gaddesden – genannt auch Johannes Anglicus – (* um 1280 in Little Gaddesden; † 1348/49 oder 1361) war ein englischer Mediziner, Leibarzt und Theologe.

## Leben
Er studierte am Merton College in Oxford, hielt dort Vorlesung auf dem Gebiet der Freien Künste und wurde 1309 erster Doktor der Medizin, der seine Ausbildung vollständig in England absolviert hatte. Etwa 1314 schrieb er das Buch Rosa Medicinae. 1320 war er Rektor in Chipping Norton (Oxfordshire); 1333 Kanoniker von Chichester; 1342 Prebendary (Pfründner) an der St Paul’s Cathedral.

## Werke
- Rosa anglica practica medicine a capite ad pedes. 1492 (hab.de)
  - Rosa anglica, practica medicine, a capite ad pedes. Nov. impr. Scotus / Locatellus, Venedig 1502. urn:nbn:de:bvb:12-bsb10197848-8 urn:nbn:de:hbz:061:1-18491; weitere Ausgabe: Augsburg 1595.
- Winifred Wulff (Hrsg.): Rosa anglica seu rosa medicinae Ioannis Anglici. An early modern Irish translation of a section of the mediaeval medical text-book of John of Gaddesden (= Irish Text Society. Band 25). Simpkin Marshall, London 1929.